# Wilhelm Zillen
Johannes Wilhelm Zillen (4. januar 1824 i Slesvig by – 14. marts 1870 i København) var en dansk dyremaler.
Wilhelm Zillen var søn af guldsmed Jakob Zillen og Anne Cathrine født Witzel. efter i nogen tid at have arbejdet på et kontor kom han 1845 til København, hvor han tegnede på Kunstakademiet og søgte uddannelse som billedhugger hos Herman Wilhelm Bissen; sit udkomme tjente han mest ved at modellere Thorvaldsens statuer til reproduktion i mindre format. Efter nogle år forlod han imidlertid billedhuggerkunsten og øvede sig i at male; 1854 rejste han til Düsseldorf, hvor han i løbet af et par år ganske tilegnede sig den der grasserende skoles manér, ikke mindst dens slikkede, karakterløse og glasagtige foredrag; det synes, som om han dog ad en eller anden vej er bleven påvirket også af den i sin tid højt ansete belgiske dyremaler Eugène Joseph Verboeckhoven. Allerede da han 1857 kort efter sin hjemkomst udstillede første gang, sad han inde med ret betydelig manuel færdighed, anbragte dyrene i landskabet med smag og forstod at forme dem tækkelig; disse fortrin voksede med årene. Men nogen betydelig tegner blev han dog aldrig, han ejede ingen evne til karakteristik, og det er helt mærkeligt at se, hvor fuldstændig han har kunnet undgå al påvirkning af J.Th. Lundbye; kun på enkelte af Zillens arbejder kan man mærke, at Dalgas’ kunst (Fårenes Uld) ikke har været ham helt fremmed. Kunstforeningen i København købte i årenes løb et helt dusin af de 50 billeder, han i alt udstillede; andre gik til kunstforeningerne i Christiania og Drammen, til udstillingstombolaen og til foreningen Fremtidens bortlodning. Men også blandt privatfolk fandt hans let tilgængelige kunst købere.
Zillen var blandt de ældre danske raderere en af de mest produktive. Hvad han på dette område frembragte, var mest små, pyntelig udførte blade; overhovedet brugte han sin nål både med smag og med færdighed, og de fandt stor udbredelse. Men større opgaver magtede han ikke; således mislykkedes den anselige radering, Kunstforeningen lod ham udføre efter Otto Baches Hedebillede med Trækstude (1865), ganske for ham.
Zillen ægtede 1852 Lisette Louise født Larsen (eller Lau) (1825-1884). Efter længere tids sygdom døde han i København 14. marts 1870.

## Reference
1. ↑  Kunstindeks Danmark & Weilbachs kunstnerleksikon

## Ekstern henvisning
- Wilhelm Zillen på Kunstindeks Danmark/Weilbachs Kunstnerleksikon